# Обіццо II д'Есте
Обіццо VII д'Есте (італ. Obizzo II d'Este; бл.1247 — 13 лютого 1293) — маркіз Феррари у 1264—1293 роках.

## Життєпис
Походив з аристократичного дому Есте. Онук Аццо VII, маркіза Феррари. Позашлюбний син Рінальдо та його коханки з простолюдинів (прачки з Неаполю). Народився близько 1247 року. З матір'ю мешкав у Равенні. 1251 року втратив батька. 1252 року його дід за підтримки Філіпо Фонтано, архієпископа Равенни, домігся, щоб папа римський Інокентій IV взаконив Обіццо. Невдовзі його мати потонула в Адріатичному морі. 1263 року оженився на представниці генуезького роду Фієскі, небозі Папи Римського.
1264 року після смерті діда став маркізом та довічним подестою Феррари. Завершив політику комуналльного управління Феррарою, закріпивши монархічний принцип. 1283 року викупив у Падуанської комуни місто Лендінара. 1288 року за підтримки партії гвальфів стає сеньйором Модени. 1289 року тут звів родинну резиденцію-замок. 1289 році гвельфи допомогли Обіццо стати сеньйором міста Реджо. В результаті утворив значну по міркам тодішньої Італії державу.
1290 року зібрав значний загін для відправлення у хрестовий похід, який підготував папа римський Миколай IV, але похід не відбувся. 1293 року був убитий своїм сином Аццо. Але проти того виступили його брати, внаслідок чого володіння Обіццо II було поділено на 3 частини.

## В творчості
Обіццо II д'Есте цитується в Данте і знаходиться в першому відділенні сьомого кола пекла за те, що він купив Гізолу у її брата Венедіко Каччаменіко для сексуальних втіх.

## Родина
1. Дружина — Джакоміна, донька Нікколо Фіескі ді Лаванья
Діти:
- Аццо (д/н — 1308), маркіз Феррари
- Беатріче (1268—1334), дружина: 1) Уголіно Вісконті, юдика Галлури; 2) Галеаццо I Вісконті, сеньора Мілану
- Маддалена, дружина Альдобрандіно Турчі 2) маркіза Раньєро ді Каносса.
- Альдобрандіно (д/н—1326), маркіз Феррари
- Франческо (д/н—1312), сеньйор Реджо

2. Дружина Костанца, донька Альберто I делла Скала, сеньора Верони